# Chuanjiesaurus
Chuanjiesaurus là một chi khủng long, được Fang Pang Lu et al mô tả khoa học năm 2000.